# Odynerus palaeophilus
Odynerus palaeophilus är en stekelart som beskrevs av Cockerell. Odynerus palaeophilus ingår i släktet lergetingar, och familjen Eumenidae. Inga underarter finns listade i Catalogue of Life.